# Chrysophthalmum
Chrysophthalmum là một chi thực vật có hoa trong họ Cúc (Asteraceae).

## Loài
Chi Chrysophthalmum gồm các loài: